# PGC 13857
LEDA/PGC 13857, auch UGC 2848, ist eine spiralförmige Radiogalaxie vom Hubble-Typ Sd im Sternbild Giraffe am Nordsternhimmel. Sie ist schätzungsweise 200 Millionen Lichtjahre von der Milchstraße entfernt und hat einen Durchmesser von etwa 90.000 Lichtjahren. Vom Sonnensystem aus entfernt sich das Objekt mit einer errechneten Radialgeschwindigkeit von näherungsweise 4.300 Kilometern pro Sekunde. Die Galaxie ist Teil der 12 Mitglieder umfassenden Lyons Groups of Galaxies LGG 115 um NGC 1573.
Im selben Himmelsareal befinden sich unter anderem die Galaxien NGC 1343, PGC 13949, PGC 14123.